# Eternal E
Eternal E – album kompilacyjny amerykańskiego rapera Erica Wrighta, znanego również jako Eazy-E. Składanka została wydana pośmiertnie 28 listopada 1995 roku.

## Lista utworów
1. Boyz-N-Tha-Hood (Remix) – 6:22
2. 8 Ball feat. N.W.A – 4:25
3. Eazy-Duz-It feat. N.W.A – 4:21
4. Eazy-er Said Than Dunn feat. Dr. Dre – 3:41
5. No More ?'s feat. Ice Cube – 3:55
6. We Want Eazy feat. N.W.A & The D.O.C. – 5:01
7. Nobody Move feat. MC Ren – 4:49
8. Radio feat. MC Ren – 4:59
9. Only If You Want It feat. Naughty By Nature – 3:03
10. Neighborhood Sniper feat. Cold 187um & Kokane – 5:09
11. I'd Rather Fuck You feat. N.W.A & CPO Boss Hogg – 3:59
12. Automobile feat. N.W.A – 3:18
13. Niggaz My Height Don't Fight feat. Kokane – 3:14
14. Eazy Street feat. Dr. Dre – 4:27

### Utwory bonusowe
1. Real Muthaphuckkin G’s feat. Dresta & BG Knocc Out – 5:32
2. Ole School Shit featuring Dresta, BG Knocc Out & Sylk-E. Fyne – 4:00
3. A Lil' Eazier Said (Gangsta Memorial Edition bonus track) wykonywane przez Lil' Eazy-E – 3:40

### Gangsta Memorial Edition Bonus DVD
- Widea bonusowe:

1. We Want Eazy
2. Eazy-Er Said Than Dunn
3. Straight Outta Compton (Street Version) – N.W.A
4. 100 Miles And Runnin' – N.W.A
5. Appetite for Destruction (Extended Street Version) – N.W.A
6. Only If You Want It
7. Real Muthaphuckkin G’s feat. Dresta & B.G. Knocc Out
8. Neighborhood Sniper (Street Version)
9. Just Tah Let U Know